# Расич, Федерико
Федерико Иван Расич (исп. Federico Iván Rasic, хорв. Federico Iván Rašić; род. 24 марта 1992, Мар-дель-Плата, Буэнос-Айрес) — аргентинский футболист хорватского происхождения, нападающий итальянского клуба «Чивитановезе».

## Клубная карьера

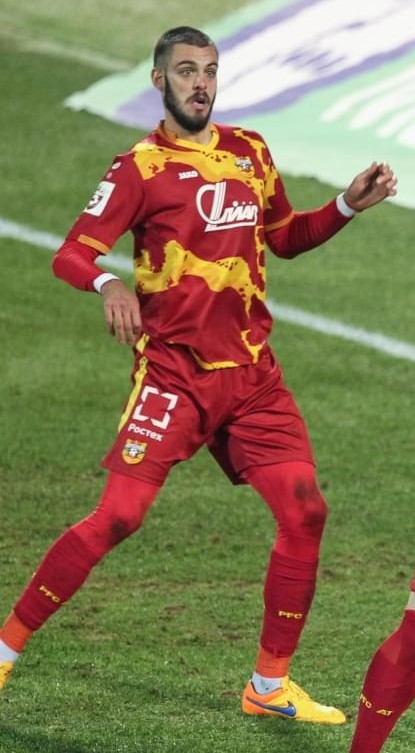
Расич в составе тульского «Арсенала»

Воспитанник футбольной академии клуба «Химнасия» (Ла-Плата). 22 апреля 2012 года в матче против «Гильермо Браун» дебютировал в аргентинской Примере. 23 июня в поединке против «Альдосиви» забил свой первый гол за клуб.
В декабре 2013 года появилась информация об интересе к Расичу со стороны киевского «Динамо» и московского «Спартака». 13 декабря президент «Химнасии» Даниэль Онофри подтвердил факт переговоров с московской командой. Однако 17 февраля 2014 года Расич был арендован на полгода пермским клубом «Амкар». Но ни разу не сыграл за клуб, так как «Амкар» не смог заявить Расича из-за отсутствия трансферного сертификата. Российский футбольный союз не смог получить трансферный сертификат от аргентинской футбольной ассоциации. После окончания аренды вернулся в свой клуб. В начале августа 2014 года был арендован на полтора года аргентинским клубом «Арсенал» (Саранди).
В начале 2017 года Расич перешёл в тульский «Арсенал», подписав контракт по схеме «1,5+1». В матче против «Оренбурга» он дебютировал в РФПЛ, заменив во втором тайме Игоря Шевченко. В следующем туре Федерико оформил дубль в ворота «Урала», забив свои первые голы за «Арсенал». 21 мая в последнем туре чемпионата против московского «Спартака» Расич сделал дубль и позволил тулякам выйти в стыковые матчи, избежав прямого вылета из элиты.

## Карьера в сборной
У Расича хорватские корни, поэтому он имеет право выступать за Хорватию. В 2013 году Федерико получил вызов в молодёжную национальную команду Хорватии, но не стал торопить события и принимать его.